# Johann David von Wogau
Johann David von Wogau (* 10. September 1693 in Memmingen; † 18. April 1761 ebenda) war ein deutscher Mediziner. Er war erst Physicus zu Biberach und später Physicus ordinarius (ordentlich bestellter Arzt) zu Memmingen und Hofmedicus des Fürststifts Kempten. Am 30. Dezember 1722 wurde er in die Kaiserlich Leopoldinisch-Carolinische Akademie der Naturforscher gewählt (Matrikelnummer 362) und erhielt den akademischen Beinamen Antylus. Am 4. Juni 1753 erhielt er das Adelsprädikat von verliehen.
Seine Eltern waren Johann David Wogau (* 1651 zu Halle), welcher ebenfalls ein deutscher Mediziner und Physicus zu Biberach war, und Susanna, die Tochter des Memminger Bürgermeisters Sigismund Hartlieb von Wallsporn.

## Werke
- Johann David Wogau: Der Siegende Ritter Als der Wohl-Edle/ Best-Hochgel. u. Hocherfahrne Herr Johann Friedrich Ritter von Qvedlinburg Nach ausgestandenen Examinibus und rühml. abgelegter Disputatione Inaugurali Von der Hochlöbl. Medicinischen-Facultaet auf der Hällischen Friedrichs-Universität Im Monat October itzt-lauffenden 1713ten Jahrs Die Hohe Doctor-Würde in der Medicin würdigst erhielte. Zu Bezeugung schuldigster Freuden-Pflicht glück wünschend abgebildet/ von Des Herrn Doctoris treu-verbundenem Freund und Stubengesellen Johann David Wogau, Memmingeo-Svev. Medic. Cult. Stephanus Orban/ Univers. Buchdr., Magdeburgisch-Halle 1713, urn:nbn:de:gbv:3:1-148818 (10095535 im VD 18.).
- Joh. David Wogau, Med. Dr., Phys. Ordin., & Caesar. Acad. Nat. Curiosor. Collega: Erneuerte und gründliche Beschreibung Von dem Halt, Kraft und Würkung des Dattsperger-Baad-Wassers. Johann Valentin Mayer, Memmingen, urn:nbn:de:bvb:12-bsb10387785-2 (ca. 1723).
- Philipp Jacob Dittel, Dr. & Phys. Senior.; Johann David Wogau/ Dr.; Balthasar Ehrhart/ Dr.: Medicinalische Instruction, von der Beschaffenheit/ Nutzen/ und Gebrauch des im Güntz-Thal gelegenen Danckelsrieder-Gesund-Brunnens, dem Lobl. Gottshauß Unter-Hospital Wohl-Loblicher Reichs-Freyen-Stadt Memmingen zugehörig. Zweyte  Auflage. Dav. Hummel/ Buchdr. seel. nachgelass. Witt., Memmingen 1740, urn:nbn:de:bvb:12-bsb11268936-4 (12225452 im VD 18.).